# Zoltán Almási
Zoltán Almási (ur. 29 sierpnia 1976 w Járdánházie) – węgierski szachista, arcymistrz od 1993 roku.

## Kariera szachowa
Od połowy lat 90. należy do ścisłej czołówki węgierskich szachistów. Na swoim koncie posiada 8 tytułów indywidualnego mistrza kraju (1995, 1997, 1999, 2000, 2003, 2006, 2008, 2009) i na liście zawodników z największą liczbą zwycięstw w mistrzostwach Węgier ustępuje jedynie Lajosowi Portischowi. W roku 1993 zdobył tytuł mistrza świata juniorów do 18 lat. 
Czterokrotnie wystąpił na mistrzostwach świata rozgrywanych systemem pucharowym, najlepsze wyniki osiągając w latach 1997 w Groningen oraz 2004 w Trypolisie, w obu przypadkach awansując do IV rundy (najlepszej szesnastki na świecie). W 2005 odniósł duży sukces, zwyciężając (przed m.in. Wiktorem Korcznojem i Krishnanem Sasikiranem) w memoriale György Marxa w Paksie. W 2006 zajął III miejsce (za Magnusem Carlsenem i Aleksandrem Motylowem) w turnieju Corus B w Wijk aan Zee. Kolejny sukces odniósł na początku 2008, zwyciężając w tradycyjnym (50. edycja) turnieju w Reggio Emilia. W 2009 po raz drugi w karierze zwyciężył w memoriale György Marxa. W 2010 zdobył w Warszawie tytuł mistrza Europy w szachach szybkich. W 2013 zwyciężył w rozegranym w Hawanie 48. Memoriale José Raúla Capablanki.
Wielokrotny reprezentant Węgier w turniejach drużynowych, między innymi:
- jedenastokrotnie na olimpiadach szachowych (w latach 1994, 1996, 1998, 2000, 2002, 2004, 2006, 2008, 2010, 2012, 2014); trzykrotny medalista: wspólnie z drużyną – dwukrotnie srebrny (2002, 2014) oraz indywidualnie – srebrny (2010 – na II szachownicy)[8]
- na drużynowych mistrzostwach świata (w roku 2011)[9]
- ośmiokrotnie na drużynowych mistrzostwach Europy (w latach 1992, 1997, 1999, 2005, 2007, 2009, 2011, 2013); czterokrotny medalista: wspólnie z drużyną – srebrny (1999) i brązowy (2011) oraz indywidualnie – srebrny (2011 – na II szachownicy) i brązowy (2013 – na III szachownicy)[10]
- trzykrotnie na turniejach o Puchar Mitropa (Mitropa Cup) (w latach 1993, 1995, 1999); wielokrotny medalista, w tym wspólnie z drużyną – trzykrotnie złoty (1993, 1995, 1999)[11].

Najwyższy wynik rankingowy w dotychczasowej karierze osiągnął 1 lipca 2011 r., mając 2726 punktów zajął wówczas 19. miejsce na światowej liście FIDE, jednocześnie zajmując 1. miejsce wśród szachistów węgierskich.